# Martín Kutscher
Martín Daniel Kutscher Belgeri (* 9. Dezember 1984 in Salto) ist ein deutsch-uruguayischer Schwimmer.

## Leben
Der im nordwesturuguayischen Salto geborene, 1,84 Meter große Martín Kutscher ist der Bruder des Schwimmers Paul Kutscher. Er lebt seit seinem neunten Lebensjahr in Deutschland und studierte Sportmanagement an der Universität Tübingen (B.A. 2006) sowie Sports Medical Training & Clinical Exercise Physiology an der Universität Frankfurt am Main (M.A. 2013).
Martín Kutscher war Teil des uruguayischen Aufgebots bei den Olympischen Sommerspielen 2004 in Athen und den Olympischen Sommerspielen 2008 in Peking. Dort startete er 2004 über 200 und 400 Meter Freistil und 2008 auf der 100-Meter- und der 200-Meter-Freistilstrecke. Er scheiterte jedoch jeweils in den Vorläufen. 2004 und 2005 belegte er bei den Deutschen Meisterschaften den Bronze- und Silbermedaillenrang mit der Mannschaft. 2006 gewann er bei den Südamerikaspielen in Buenos Aires Gold über 200 Meter Freistil und erreichte mit der 4-mal-100-Meter-Freistilstaffel den Bronzemedaillenrang. Auch soll er in jenem Jahr Südamerikanischer Meister über diese Distanz geworden sein. 2007 wurde er Deutscher Meister mit der 4-mal-100-Meter-Lagenstaffel. Diesen Erfolg wiederholte er 2008 mit der 4-mal-100-Meter-Freistilstaffel. Mit der 4-mal-100-Meter-Freistilstaffel holte er 2007 Silber. Im April 2007 nahm der von Peter Dlucik trainierte gebürtige Uruguayer überdies an den Schwimmweltmeisterschaften 2007 in Melbourne teil. In den Folgejahren stellte Kutscher mehrere uruguayische Landesrekorde auf, die mindestens Ende Oktober 2011 noch Bestand hatten. So schwamm er am 19. Juli 2007 in Rio de Janeiro die 100-Meter-Freistilstrecke in 49,70 s und somit in nationaler Rekordgeschwindigkeit. Er stellte am 14. März 2008 in São Paulo mit 2:08,11 Minuten einen 200-Meter-Lagenrekord auf und über 200 Meter Freistil hatte seine am 24. Juni 2009 in Berlin geschwommene Zeit von 1:49,48 Minuten ebenfalls die Aufstellung einer uruguayischen Bestmarke zur Folge. Auch an den derzeit (Stand: 31. Oktober 2011) gültigen Landesrekorden der 4-mal-100-Meter-Freistilstaffel und der 4-mal-100-Meter-Lagenstaffel war er beteiligt. Dem uruguayischen Team gehörte Kutscher ebenfalls bei den Panamerikanischen Spielen 2007 und 2011 sowie den Südamerikaspielen 2010 an. Dort blieb er jeweils ohne Podestplatz. Bei den Deutschen Kurzbahnmeisterschaften 2011 wurde er mit der Staffel der Schwimmgemeinschaft Frankfurt abermals Deutscher Meister über 4 × 50 Meter Freistil. Zwei weitere deutsche Meistertitel folgten bei den Deutschen Schwimmmeisterschaften 2011 mit der 4-mal-100-Meter-Freistil- und der 4-mal-200-Meter-Freistilstaffel.